# Circolo Canottieri Ortigia 2017-2018

## Rosa
| N° |                    | Ruolo | Giocatore           |
| -- | ------------------ | ----- | ------------------- |
|    | Italia (bandiera)  | P     | Enrico Caruso       |
|    | Italia (bandiera)  | P     | Gianluca Patricelli |
|    | Italia (bandiera)  | D     | Andrea Tringali     |
|    | Italia (bandiera)  | D     | Massimo Giacoppo    |
|    | Croazia (bandiera) | D     | Marko Jelača        |
|    | Italia (bandiera)  | D     | Raffaele Rotondo    |
|    | Italia (bandiera)  | D     | Francesco Cassia    |

| N° |                        | Ruolo | Giocatore             |
| -- | ---------------------- | ----- | --------------------- |
|    | Italia (bandiera)      | A     | Gianmaria Siani       |
|    | Italia (bandiera)      | A     | Sebastiano Di Luciano |
|    | Paesi Bassi (bandiera) | A     | Robin Lindhout        |
|    | Serbia (bandiera)      | A     | Boris Vapenski        |
|    | Italia (bandiera)      | CB    | Martino Abela         |
|    | Italia (bandiera)      | CB    | Giacomo Casasola      |
|    | Italia (bandiera)      | CB    | Christian Napolitano  |

- Allenatore: Stefano Piccardo

## Mercato
| Acquisti | Acquisti | Acquisti | Acquisti |
| R.       | Nome     | da       |          |
| -------- | -------- | -------- | -------- |

| Cessioni | Cessioni | Cessioni | Cessioni |
| R.       | Nome     | a        |          |
| -------- | -------- | -------- | -------- |